# Eristische Dialektik
Als Eristische Dialektik wird allgemein ein um 1830 begonnenes Manuskript von Arthur Schopenhauer betitelt, in dem er diese (im Manuskript auch als Eristik bezeichnet) als eine Kunstlehre beschreibt, um in einem Disput per fas et nefas (lateinisch für „mit erlaubten und unerlaubten Mitteln“) als derjenige zu erscheinen, der „Recht hat“. Zu diesem Ziel gibt er 38 rhetorische Strategeme an (von ihm „Kunstgriffe“ genannt), die folglich nicht etwa der Wahrheitsfindung dienen, sondern durch bestimmte argumentative Formen ausschließlich Erfolg in einem Streitgespräch versprechen. Diesen Zweck hätten auch klassische Sophismen; einige davon werden von Schopenhauer ebenfalls angeführt. Er erwähnt das damals unvollständige Manuskript mit den ersten neun „Kunstgriffen“ 1851 in Parerga und Paralipomena. Dort erläutert er aber, warum er bisher von einer Veröffentlichung absah. Er ergänzte und baute dieses Manuskript zwar weiter aus, beließ es aber bei „etwa vierzig“ Kunstgriffen (tatsächlich sind es 38), weil er sich angewidert sah, „alle[r] dieser Schlupfwinkel der mit Eigensinn, Eitelkeit und Unredlichkeit verschwisterten Beschränktheit und Unfähigkeit“ zu beleuchten […] „daher ich es bei dieser Probe bewenden lasse“: Eine Veröffentlichung unterließ er deshalb zu seinen Lebzeiten, es wurde erst postum (und dies nicht in seiner originalen Form) 1864 bekannt; die originale Form erst nach 1966.

## Überblick
In der Arbeit werden u. a. die seit der Antike verwendeten philosophischen Grundbegriffe Eristik (Lehre vom Streitgespräch) und Dialektik (Kunst der Unterredung) angesprochen. Die von Schopenhauer selbst in der Einleitung als Eristische Dialektik bezeichnete Disziplin – in dieser spricht er auch von der „Kunst, Recht zu behalten“ – ist eine Unterdisziplin der Rhetorik. Schopenhauer hat die eristische Dialektik selbst nie veröffentlicht; sie wurde erst im Nachlassband 1864 zusammen mit anderem Material von Julius Frauenstädt publiziert.
Die im Text beschriebenen 38 Kunstgriffe sind rhetorische Strategeme, mit deren Hilfe in einem Disput, einer Debatte oder Diskussion Zustimmung beim Publikum oder sogar vom Gegner erzeugt werden kann, indem die eigene Position plausibel gemacht oder die Plausibilität des Gegners untergraben wird. Die Strategeme sollen unabhängig von der Wahrheit der vertretenen Position erfolgreich sein. Schopenhauer entwirft damit eine Kunst, von anderen Recht zu bekommen oder es gegen Angriffe anderer zu behalten, für die zwar noch keine Wissenschaft, wohl aber eine Naturanlage und ein natürliches Interesse bei allen Menschen bestehen soll. Frauenstädt gibt dabei folgendes Zitat:

„Eristik wäre demnach die Lehre vom Verfahren der dem Menschen natürlichen Rechthaberei […]. Die angeborene Eitelkeit, die besonders hinsichtlich der Verstandeskraft reizbar ist, will nicht haben, dass was wir zuerst aufgestellt [haben] sich als falsch und das des Gegners als Recht ergebe.“

Frauenstädt hat dabei aber zum Teil eigene Positionen eingebracht und auch die handschriftlichen und ohne Titel vorhandenen Blätter nicht sauber editiert: Die zweite, bis heute maßgebliche Ausgabe besorgte der Schopenhauer-Forscher Arthur Hübscher in seiner kritischen Edition: Arthur Schopenhauer, Der handschriftliche Nachlaß, 5 Bde., Kramer, Frankfurt a. M., 1966–1975, dort Bd. III, S. 666–695, der zudem Text und Anmerkungen (Fußnoten) Schopenhauers sauber trennte.

## Eristik, Logik und Dialektik
In einer vermutlich als Einleitung geplanten Passage geht Schopenhauer auf das Spannungsverhältnis der beiden Begriffe Logik und Dialektik ein, da dieses sowohl pragmatisch als auch die geistige Basis von Streitgesprächen und Argumenten beeinflusse. Dazu geht Schopenhauer zunächst auf die Begriffsgeschichte, dann jedoch auf den Bedeutungsunterschied ein.
Schopenhauer stellt fest, dass Logik und Dialektik schon von den Denkern der klassischen Antike als Synonyme gebraucht wurden, obgleich die namensgebenden Verben logízesthai (gr.; „überdenken, überlegen, berechnen“) und dialégesthai (gr.; „sich unterreden“) unterschiedliche Tätigkeiten beschreiben.
Die synonyme Verwendung von Logik und Dialektik habe sich bis zur Zeit Schopenhauers erhalten. Er berichtet jedoch, dass durch Kants Definition der Dialektik als „Logik des Scheins“ seit dem Ende des 18. Jahrhunderts „Dialektik“ oft im negativen Sinn gebraucht werde, für Täuschungsstrategeme einer „sophistischen Disputierkunst“. Für die alte Bedeutung werde die „unschuldigere“ Benennung „Logik“ bevorzugt, ohne dass inhaltlich klare Unterschiede bestünden.
Schopenhauer bedauert die zu seiner Zeit übliche synonyme Verwendung von Logik und Dialektik. Die Logik beinhaltet aus seiner Sicht die enge Verbindung von Wort und Vernunft. Sie sei zu definieren als „die Wissenschaft von den Gesetzen des Denkens, d. h. von der Verfahrensart der Vernunft“. Die Logik behandle einen a priori bestimmbaren Gegenstand ohne Empirie und entstehe „beim einsamen Denken eines vernünftigen Wesens“. Die Dialektik sei hingegen zu verstehen als „die Kunst zu disputieren“. Sie handle „von der Gemeinschaft zweier vernünftiger Wesen“, deren Gespräch aufgrund ihrer empirisch bedingten (d. h. „von individuellen Erfahrungstatsachen geprägten“) Verschiedenheit zu einem „geistigen Kampf“ wird. Dialektik sei größtenteils a posteriori ableitbar „aus dem Erfahrungswissen über die Störungen, die das reine Denken durch die Verschiedenheit der Individualität beim Zusammendenken zweier vernünftiger Wesen erleidet“ und den „Mitteln, welche Individuen gegeneinander gebrauchen, um jeder sein individuelles Denken, als das reine und objektive geltend zu machen“.
Um Missverständnisse zu vermeiden, verwendet Schopenhauer den Begriff Eristische Dialektik für Streittechniken oder Strategeme, die nicht der Wahrheitsfindung oder dem wechselseitigen Verständnis dienen. Er unterstellt dem Menschen, „von Natur aus rechthaberisch“ zu sein, und bezeichnet die Dialektik dementsprechend als „Lehre von den Verfahren bezüglich der dem Menschen natürlichen Rechthaberei“.
Die Bedeutungen von Logik und Dialektik sind nun dadurch klar voneinander abgegrenzt. Dies ist aber eher eine Folge der Neubestimmung der Dialektik durch Schopenhauers Rivalen Hegel.

## Die Basis aller Dialektik
In der Basis aller Dialektik gibt Schopenhauer grundlegende Einteilungen, die die Dialektik als Regelwerk des Streitgesprächs allgemein bestimmen. Im Wesentlichen gibt es zwei Angriffspunkte, durch die das Rechthaben erstritten werden kann:

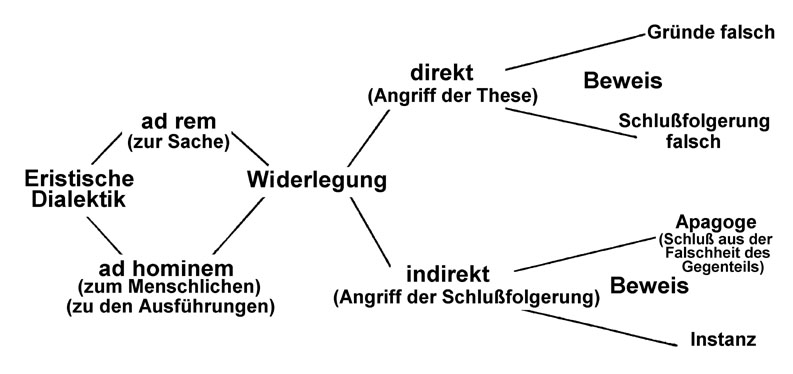
Struktur der Dialektischen Eristik,
Quelle:

- ad rem (zur Sache), hier werden die Gründe der gegnerischen Position angegriffen und versucht zu zeigen, dass sie falsch sind.
- ad hominem (zum Menschen) oder ex concessis, hier werden die Folgen der gegnerischen These oder der Gegner selbst unglaubwürdig gemacht oder es wird aufgezeigt, dass die These aus anderen Gründen nicht akzeptabel ist, auch wenn ihre Wahr- oder Falschheit nicht unmittelbar entschieden werden kann.

Diesen beiden Punkten entsprechen zwei Grundstrategien der direkten und der indirekten Widerlegung.
Die direkte Widerlegung greift die These unmittelbar an und soll so zeigen, dass sie nicht wahr ist – entweder indem gezeigt wird, dass die Gründe der Behauptung falsch sind (in Anlehnung an die Syllogistik entweder durch Bestreiten einer allgemeinen Regel, aus der die These folgt nego majorem = „ich bestreite den Obersatz“, oder durch Bestreiten der Einordnung unter diese Regel nego minorem = „ich bestreite den Untersatz“), oder es werden die Gründe akzeptiert, aber bestritten, dass die Behauptung daraus folgert (nego consequentiam = „ich bestreite die Schlussfolgerung“). Unter den letzten Fall fallen auch alle Angriffe auf die Form des Schlusses, die der Gegner zur Begründung seiner These liefert.
Die indirekte Widerlegung greift die These bei ihren Folgen an, d. h., sie weist nach, dass die These nicht akzeptabel ist, weil ihre Konsequenzen bekannten Wahrheiten oder auch nur allgemein akzeptierten Gemeinplätzen widersprechen. Bei der indirekten Widerlegung unterteilt Schopenhauer in Apagoge und Instanz:
- Die Apagoge ist der Schluss aus der Falschheit des Gegenteils: Nimm den Satz zunächst als wahr an. Dann suche einen beliebigen anderen wahren Satz, der mit dem ersten, also der These, in Zusammenhang gebracht werden kann. Diese beiden bilden eine neue Prämisse und aus dieser wiederum entwirf nun eine Konklusion, die augenscheinlich falsch ist – und weil jene Folgerung falsch war, muss die Prämisse auch falsch gewesen sein (siehe auch: Implikation).
- Die Instanz: Zeige, dass die allgemeine Hauptaussage der These auf einen beliebigen speziellen Fall nicht anwendbar ist, somit wäre die These auch als falsch entlarvt.

„Dies ist das Grundgerüst, das Skelett jeder Disputation: wir haben also ihre Osteologie. Denn hierauf läuft im Grunde alles Disputieren zurück: aber dies alles kann wirklich oder nur scheinbar, mit echten oder mit unechten Gründen geschehn; und weil hierüber nicht leicht etwas sicher auszumachen ist, sind die Debatten so lang und hartnäckig. Wir können auch bei der Anweisung das wahre und scheinbare nicht trennen, weil es eben nie zum voraus bei den Streitenden selbst gewiß ist: daher gebe ich die Kunstgriffe ohne Rücksicht, ob man objektive Recht oder Unrecht hat; denn das kann man selbst nicht sicher wissen: und es soll ja erst durch den Streit ausgemacht werden. Übrigens muß man, bei jeder Disputation oder Argumentation überhaupt, über irgend etwas einverstanden sein, daraus man als einem Prinzip die vorliegende Frage beurteilen will: Contra negantem principia non est disputandum. [Mit einem, der die Anfangssätze bestreitet, ist nicht zu streiten].“

## Die Kunstgriffe der Eristischen Dialektik
Einige Kunstgriffe hat Schopenhauer der Topik des Aristoteles entnommen. Die dortige Auflistung genügt nach Schopenhauer jedoch nicht den pragmatischen Erfordernissen zur Entscheidung eines Streitgesprächs oder dazu, derartige Strategeme zu durchschauen, da es sich um eine Korrektur möglicher Fehler, also eine semantische Untersuchung, handelt. Demzufolge betrachtet Schopenhauer ein Streitgespräch zwischen Gegnern, in dem Behauptungen oder Thesen aufgestellt, anscheinend Konsequenzen gezogen und Angriffe und Widerlegungen versucht werden. Schopenhauer benennt auch jeweils Gegenmaßnahmen, die nicht die logischen Fehler korrigieren, sondern den Gegner in Erklärungsnot bringen und ein eventuell vorhandenes Publikum überzeugen sollen.
Die Erzählform der Eristischen Dialektik als ein Ratgeber könnte einer ironischen Absicht Schopenhauers entsprungen sein, sodass es gerade nicht darum gehen soll, im Guten wie im Schlechten recht zu behalten, sondern Diskussionen vor den Strategemen zu immunisieren und sie auf die Wahrheit auszurichten. Ein Hinweis darauf sind die Beispiele, durch die Schopenhauer bestimmtes, damals gesellschaftlich verbreitetes Verhalten als rechthaberisch und wahrheitsschädigend entlarvt. Darauf scheint auch das Schlusswort des „letzten Kunstgriff[s]“ hinzuweisen, in dem Schopenhauer eine „einzig sichere Gegenregel“ aus dem letzten Kapitel der Topik des Aristoteles referiert. Dort wird empfohlen, nicht mit dem Erstbesten zu diskutieren, sondern nur mit Partnern, die bekannt und weise genug sind, dass sie Verstand besitzen, nichts allzu Absurdes vorzubringen. Nur so werde mit Argumenten diskutiert und nicht um die Gunst eines Publikums gestritten.
Gute Diskussionsgegner zeichnen sich demnach dadurch aus, dass sie die Wahrheit schätzen, gern gute Argumente hören und diese dem Gegner nicht neiden. Sie sollten zudem die Größe haben, es ertragen zu können, unrecht zu behalten, wenn die Wahrheit auf der gegnerischen Seite liegt.
Es folgt eine knappe Auflistung der 38 Kunstgriffe in der Reihenfolge, die Schopenhauer ihnen gegeben hat, auch wenn er darin keiner offensichtlichen Systematik gefolgt ist.

### Kunstgriffe 1–3
Die ersten drei Kunstgriffe, Erweiterung, Homonymie und Verabsolutierung, dienen der Ablehnung von Prämissen oder Behauptungen. Der Gegner versucht also eine mutatio controversiae (Veränderung der Streitfrage) durchzuführen, indem er von etwas anderem redet als der Behauptung, die aufgestellt worden ist. Wird diese Verschiebung übersehen, wird eine ignoratio elenchi begangen. Was der Gegner als Erwiderung sagt, kann zwar wahr sein, steht aber nur scheinbar im Widerspruch zu der These, die damit angegriffen wird.
Als Gegenmaßnahme rät Schopenhauer, direkt zu leugnen, dass aus der Wahrheit des gegnerischen Schlusses die Falschheit der eigenen Behauptung folgt (negatio consequentiae).

#### 1. Erweiterung
Eine Behauptung wird angreifbar gemacht, indem ihr Anwendungsbereich unbeschränkt erweitert wird. Im Gegenzug sollten eigene Behauptungen möglichst präzise in klar umrissenen Grenzen formuliert werden. Gegen eine Erweiterung wird mit einer genauen Aufstellung des status controversiae oder puncti controversiae verteidigt, d. h. eines Gegenbeispiels oder der Aufzählung von Einzelpunkten, die praktisch einschränkende Bedingungen darstellen.

#### 2. Homonymie
Die Homonymie, also die Verwendung von mehrdeutigen Bezeichnungen, wird eingesetzt, um eine aufgestellte Behauptung auf das auszudehnen, was nur dem Wortlaut nach etwas mit der Sache zu tun hat, und die Behauptung für diesen Fall zu widerlegen. Homonyma sind zwei Begriffe, die durch dasselbe Wort bezeichnet werden: „Tief“, „schneidend“, „hoch“ sind Homonyma, so können damit Töne bezeichnet werden, aber auch die Eigenschaften von Gegenständen. Diese andere Bedeutung kann dann klar widerlegt werden und dabei den Anschein erwecken, die aufgestellte Behauptung sei widerlegt.
Dieser Kunstgriff entspricht dem klassischen Sophismus ex homonymia, also einem Trugschluss aus verschiedenen Bedeutungen eines Worts. Der offensichtliche Trugschluss der Homonymie wird im Normalfall allerdings kaum jemanden täuschen.
Bei schwierigeren Fällen ist Täuschung leicht möglich, besonders, wenn die Begriffe, die durch denselben Ausdruck bezeichnet werden, verwandt sind und ineinander übergehen. Schopenhauer verwendet als Beispiel den Begriff der Ehre: Diese kann zum einen positiver Ausdruck der Würdigung unter Gleichen sein (wie respektieren, einen Orden verleihen) oder negativ eine Voraussetzung, die erfüllt werden muss, um als gleichberechtigt anerkannt zu werden (vgl. „die Ehre verlieren“).
Vgl. auch Quaternio Terminorum.

#### 3. Verabsolutierung
Eine Behauptung des Gegners, die nur spezifisch und relativ aufgestellt ist, in einer anderen Hinsicht deuten oder so, als sei sie in jeder Hinsicht gemeint, um sie dann in diesem Sinn zu widerlegen.

### Kunstgriffe 4–6
In den Kunstgriffen 4–6 soll eine Behauptung durch Prämissen gestützt werden, aus denen sie folgt. Sie dienen dazu, Prämissen ohne Widerspruch einzuführen.

#### 4. Umwege
Die Prämissen für eine Behauptung werden im Gespräch unsystematisch eingestreut, damit der Gegner ihnen zustimmt, ohne die Konsequenz ahnen zu können. Falls dieses Vorgehen zu durchsichtig ist, kann es auch für die Prämissen der Prämissen benutzt werden.
Dazu können auch Prosyllogismen (Rückschlüsse) verwendet werden, bis alles zugestanden ist, um dann erst den Schluss ziehen.

#### 5. Prämissenad populumundex concessis
Als Sonderfall des 4. Kunstgriffes werden Prämissen verwendet, die selbst für falsch gehalten werden, von denen aber gewusst wird, dass sie der Gegner oder das Publikum für wahr halten. Letztere sind Prämissen ad populum, die anderen sind ex concessis, weil sie als Zugeständnis an den Gegner in das Argument einfließen.
Denn eine wahre Konklusion kann auch aus falschen Prämissen folgen.

#### 6. Verstecktepetitio principii
Eine petitio principii (Zirkelschluss) wird begangen, indem die zu beweisende Behauptung bereits unter die Prämissen aufgenommen wurde. Schopenhauer unterscheidet vier Möglichkeiten, dieses Vorgehen vor dem Gegner zu verbergen:
1. Bewertungen können durch geschickte Wahl des Ausdrucks vorweggenommen werden (Beispiel: statt „Jungfräulichkeit“ sage „Tugend“, statt „Verbandsvertreter“ „Lobbyist“).
2. Um eine Behauptung zu belegen, wird eine unverdächtige Verallgemeinerung bestätigt.
3. Um eine Behauptung zu belegen, wird eine andere unbelegte Behauptung aufgestellt, sodass sich die beiden Behauptungen wechselseitig stützen.
4. Um eine allgemeine Behauptung zu belegen, werden viele Sonderfälle bestätigt.

### Kunstgriffe 7–11
In den Kunstgriffen 7–11 soll der Gegner durch geschickte Fragen dazu gebracht werden, etwas zuzugeben oder aber seine Glaubwürdigkeit zu verlieren. Diese Kunstgriffe hat Schopenhauer aus den Sophistischen Widerlegungen übernommen. Sie sind ratsam, wenn die Diskussion eher streng und formell geführt wird und es soll sich besonders deutlich verständigt werden. So benutzt der, der eine These aufgestellt hat und sie beweisen soll, die Fragetechnik, um aus den Zugeständnissen des Gegners auf die Wahrheit der Behauptung zu schließen. Diese erotematische, also durch ein Frage-und-Antwort-Spiel gekennzeichnete Methode war schon in der Antike im Gebrauch. Sie wird auf Sokrates zurückgeführt und heißt daher auch sokratische Methode. Diese Fragetechniken werden auch bei Vernehmungen eingesetzt.

#### 7. Mehr zugestehen lassen, als nötig
Es wird vieles auf einmal und weitschweifig erfragt, um das, was eigentlich zugestanden werden soll, zu verbergen. Die Argumentation, die sich aus dem bereits Zugestandenen ergibt, wird dann schnell vorgetragen. Denn die, die langsam von Verständnis sind, können nicht genau folgen und übersehen die etwaigen Fehler oder Lücken in der Beweisführung.

#### 8. Durch Fragen provozieren
Der Gegner wird durch Schikanen und unverschämte Fragen zum Zorn gereizt, damit er nicht mehr richtig urteilen und seinen Vorteil wahrnehmen kann. Als Gegenmaßnahme in Diskussionen nie ärgern lassen, nur überlegt äußern und im Stillen rasche Schlüsse ziehen.

#### 9. Zugeständnis von Umwegen
Die Fragen werden in einer Reihenfolge gestellt, die Strategie und den Beweisgang des Arguments vor dem Gegner verbergen. Zur Aufstellung der eigenen Behauptung werden die Antworten dann benutzt, gleichgültig, wie sie ausgefallen sind und ob ihnen zugestimmt wird (vgl. Kunstgriff 4 und 5).

#### 10. Zugeständnis aus Trotz
Verneint der Gegner absichtlich Fragen, deren Bejahung die eigene Behauptung stützen, so ist zu fragen, als würde die Bejahung des Gegenteils erreicht, oder beides ist so zur Wahl zu stellen, dass der Gegner nicht merkt, welcher Satz bejaht werden soll.

#### 11. Induktion aus Zugeständnissen
Wurden bestimmte Einzelfälle eines allgemeinen Satzes bereits zugestanden, so ziehe selbst den Schluss auf die allgemeine Behauptung, um Vorbehalte zu vermeiden und Gegner und Zuhörer in den Glauben zu versetzen, sie hätten selbst nicht anders geschlossen oder der Gegner hätte selbst diesen Schluss bereits vorausgesetzt.

### Kunstgriffe 12–15
Die folgenden Kunstgriffe haben ebenfalls das Ziel, den Gegner zu bestimmten Zugeständnissen zu bringen: Die beiden ersten bemühen affektive Konnotationen, um Behauptungen des Gegners umzudrehen, während 14 und 15 vortäuschen, es wäre ein Beweis geführt worden.

#### 12. Euphemismen und Dysphemismen
Für einen allgemeinen Begriff, der keine eigene Bezeichnung hat, sondern tropisch oder durch eine Metapher beschrieben werden muss, wird diese so gewählt, dass sie Bewertungen zum Ausdruck bringt, die der eigenen Position entsprechen (vgl. Euphemismus und Dysphemismus). Nach Schopenhauer wird dieser Kunstgriff besonders häufig und fast schon automatisch verwendet. Geschickt angewandt handelt es sich dabei um einen Sonderfall der heimlichen petitio principii (Kunstgriff 6.1): Was man erst beweisen will, legt man bereits im Voraus in die „Benennung“. Z. B. kann eine bewaffnete Gruppe mit politischen Zielen legitimiert oder delegitimiert werden, wenn man sie als „Freiheitskämpfer“ oder aber als „Revolutionäre“ bezeichnet.

#### 13. Kleineres Übel
Die eigene Behauptung wird zusammen mit einer Alternative präsentiert, die aus der Ablehnung der Behauptung folgt oder folgen könnte. Dieses Gegenteil wird so drastisch ausgemalt, dass der Gegner die Behauptung zugesteht oder seine Glaubwürdigkeit verliert. Oft auch in Verbindung mit einem falschen Dilemma.

#### 14. Recht behaupten
Nach mehreren Zugeständnissen wird eine Behauptung triumphierend als Schluss aus diesen Zugeständnissen präsentiert, auch wenn sie nicht wirklich aus ihnen folgt. Schopenhauer: „Wenn der Gegner schüchtern oder dumm ist, und man selbst über große Unverschämtheit und eine gute Stimme verfügt, so kann das recht gut gelingen“. Sonderfall der fallacia non causae ut causae (Täuschung durch Annahme des Nicht-Grundes als Grund).

#### 15. Finte
Zunächst einen Satz behaupten, der nicht auf Zugeständnis rechnen kann. Um Zustimmung zu erlangen, wird eine andere Behauptung aufgestellt, die zwar wahr, aber nicht unmittelbar nachvollziehbar ist. Dann wird behauptet, die zweite Behauptung würde die Erste belegen. Wenn der Gegner die zweite Behauptung nicht zugesteht, wird sie bewiesen und behauptet, dass damit auch die erste bewiesen ist. Gesteht er sie doch zu, so wird ebenfalls behauptet, dass damit die erste Behauptung bewiesen ist.

### Kunstgriffe 16–22
Die folgenden Kunstgriffe sind defensiv, da sie bereits getroffene Behauptungen des Gegners untergraben und so vermeiden, dass wir bestimmte Zugeständnisse, auf die er es anlegt, machen müssen. Der 20. Kunstgriff fällt dabei aus der Reihe.

#### 16.ad populum
Ausgehend von Behauptungen des Gegners wird ein Argumentum ad hominem geführt, in dem gezeigt wird, dass eine gegenwärtige Behauptung des Gegners oder sein Verhalten im Widerspruch zu einer Behauptung aus einer Quelle stehen, die er zuvor anerkannt hat (ex concessis, am besten zu seinen eigenen Äußerungen). Falls der Gegner diese Behauptungen für wahr hält, überzeugt dieser Beweis ihn selbst, auf jeden Fall aber die Zuhörer. Der Gegner muss nun eine der Behauptungen widerrufen.

#### 17. Spitzfindigkeit
Widerlegt der Gegner eine Behauptung überzeugend, so werden nachträglich Fallunterscheidungen eingeführt oder behauptet, der Gegner hätte ein Homonym verwechselt. Es empfiehlt sich, die vom Gegner verwendeten Begriffe von Anfang an schnell zu notieren, um sie später differenzieren und wieder aufgreifen zu können.

#### 18. Diskussion unterbrechen
Führt der Gegner eine Beweisführung, die nachweislich zur Widerlegung der eigenen Behauptung führt, so wird er vor deren Schluss unterbrochen, indem die Diskussion abgebrochen oder das Thema gewechselt wird (mutatio controversiae vgl. Nr. 1–3, 29).

#### 19. Argumente ins Allgemeine führen
Wenn der Gegner eine Stellungnahme zu einem konkreten Punkt seiner Behauptung fordert, für den man keine Gegenargumente besitzt, wird stattdessen ein allgemeiner Aspekt behandelt (vgl. auch Kunstgriff 6.2).

#### 20. Beweise erschleichen
Hat der Gegner die Prämissen eines Schlusses zugestanden, so wird dennoch selbst der Schluss gezogen, wobei fehlende Prämissen stillschweigend ergänzt werden (eine Anwendung der fallacia non causae ut causae), ohne dem Gegner Gelegenheit zur Stellungnahme zu geben.

#### 21. Strategeme spiegeln
Verwendet der Gegner ein bloß scheinbares oder sophistisches Argument, so wird nicht der Trick aufgeklärt, sondern stattdessen mit einem Gegenargument der gleichen Art (z. B. ad hominem, ex concessis, ad populum) entlarvt. So wird eine lange Sachdebatte vermieden.

#### 22. Argument alspetitioausgeben
Fordert der Gegner Zustimmung zu einem Argument, das absehbar das strittige Problem zu seinen Gunsten löst, so wird das Argument mit Verweis auf eine petitio principii (Zirkelschluss) zurückgewiesen. Da das Argument Thesen enthält, die der Zielbehauptung inhaltlich ähneln, können Gegner und Zuhörer überzeugt werden, dass diese Thesen genauso beweisbedürftig wären.

### Kunstgriffe 23–26
Die Kunstgriffe 23–26 sollen den Gegner dazu bringen, sich selbst zu widerlegen.

#### 23. Übertreibung provozieren
Durch Widerspruch wird der Gegner zur Übertreibung der Behauptung gebracht, sodass Bedingungen und Einschränkungen der Behauptung aufgehoben werden. In diesem Fall greift Kunstgriff 1: Die Erweiterung der Behauptung wird widerlegt und zugleich damit die Widerlegung der Behauptung behauptet. Als Gegenmaßnahme müssen immer die Grenzen der eigenen Behauptung klargestellt werden.

#### 24. Durch Konsequenzen widerlegen
Aus der Behauptung des Gegners werden Fehlschlüsse gezogen, die seiner Meinung und der des Publikums widersprechen, oder sogar sich selbst oder anerkannten Wahrheiten widersprechen. Die Widerlegung dieser Konsequenzen gilt als eine indirekte Widerlegung der Behauptung (Reductio ad absurdum). Durch eine Anwendung der fallacia non causae ut causae (wie im 20. Kunstgriff) kann durch Fehlschlüsse aus den Behauptungen des Gegners eine Reductio fingiert werden.

#### 25. Widerlegung durch Gegenbeispiel
Eine allgemeine Behauptung wird durch ein einziges Gegenbeispiel widerlegt (exemplum in contrarium) und ihre Negation somit bewiesen. Wendet der Gegner dieses apagoische Beweisverfahren an, so sind folgende Abwehren zu prüfen:
1. Ist das Gegenbeispiel wahr bzw. real? Und passt das auf die Behauptung (oder betrifft diese selbst Fiktives)?
2. Ist das Gegenbeispiel tatsächlich ein Beispiel zu der in Frage stehenden Behauptung?
3. Widerspricht das Gegenbeispiel wirklich der Behauptung?

#### 26. Retorsion
Ein Argument oder eine Stützbehauptung, die der Gegner für seinen Standpunkt einsetzen will, werden für ein Gegenargument verwendet (Retorsion). In Schopenhauers Beispiel empfiehlt der Gegner, ein Kind weniger streng zu beurteilen, da es noch ein Kind ist. Das Argument wird umgedreht: Weil es um ein Kind geht, sollten wir strenger sein, damit es die moralischen Regeln lernt, und es auch dann tadeln, wenn es Dinge tut, die bei Erwachsenen schlecht, aber lässlich sind.

### Kunstgriffe 27–29
Taktische Kunstgriffe, die nicht so sehr einzelne Behauptungen betreffen, sondern den Verlauf eines Disputs.

#### 27. Provokation ausbauen
Argumente und Behauptungen, die den Gegner sichtbar provozieren, werden weiter verfolgt und ausgebaut. So wird zum einen die Provokation (8. Kunstgriff) wiederholt; eine heftige Reaktion ist aber auch als Signal dafür zu sehen, dass man einen Punkt berührt hat, in dem der Gegner seine Argumentation bedroht sieht.

#### 28.Argumentum ad auditores
Wenn ein Publikum vorhanden ist, das schlechter informiert ist als die Gegner und es an Argumenten ad rem und ad hominem fehlt, können ungültige Gegenargumente gebraucht werden, solange sie dem Publikum plausibel sein können. Will der Gegner die Ungültigkeit aufzeigen, muss er zunächst das Publikum belehren, das die Belehrung nicht ohne Weiteres akzeptiert.
Ein ungültiger Einwurf, dessen Ungültigkeit aber nur der Sachkundige einsieht, die Hörer jedoch nicht, wird so in ihren Augen das Sachargument schlagen. Besonders wirksam ist das Verfahren, wenn der Einwurf die Behauptung des Gegners lächerlich macht.

#### 29.Diversion
Hat der Gegner eine zielführende Argumentation begonnen, gegen die sonst nichts hilft, wird ein Ablenkungsmanöver vollzogen, indem der Gegner von einer neuen, unerwarteten Seite angegriffen wird. Entweder wird dabei vorsichtig ein anderer Aspekt des Themas in den Vordergrund gerückt oder dreist ein ad hominem gegen eine Behauptung ex concessis. Dieses Strategem hält Schopenhauer für weit verbreitet und versteht es daher als Teil der menschlichen Naturbegabung zur Streitführung.

### Kunstgriffe 30–34

#### 30. Berufung auf Autoritäten
Anstatt Sachgründen werden Positionen von Experten angeführt, die der Gegner wegen ihrer Autorität nicht anzuzweifeln wagt (argumentum ad verecundiam). Dafür ist es irrelevant, ob die Behauptung der Autorität in einem anderen Kontext getroffen wurde, dem Gegner unverständlich bleiben muss oder bloß selbst erfunden wurde, solange der Gegner sich selbst für weniger kompetent als die Autorität hält und sich mit ihr nicht gut genug auskennt, um ein fiktives oder umgedeutetes Zitat als solches zu erkennen. Der Experte kann in bestimmten Kontexten auch durch die öffentliche Meinung, populäre Irrtümer und Vorurteile vertreten werden; solange der Gegner nicht über die Mittel zu ihrer Aufklärung verfügt, wird er davor zurückscheuen, ihnen zu widersprechen.

#### 31. Unverständnis äußern, Unverständlichkeit behaupten
Gegen die Argumente des Gegners wird vorgebracht, dass man ihre Wahrheit nicht einsehen könne, weil man sie nicht versteht. Das weckt bei den Zuhörern, die den Streitenden für eine Autorität halten, den Eindruck, es sei unsinnig. Es handelt sich also um einen Sonderfall der Berufung auf eine Autorität (nämlich die eigene, Kunstgriff 30) und einem argumentum ad auditores. Dazu empfiehlt Schopenhauer folgendes Gegenstrategem (als Anwendung von Kunstgriff 21): Äußert der Gegner Unverständnis für eine Behauptung, so wird als Entschuldigung vorgebracht, dass es der Sache nach für den Gegner ein Leichtes sein müsste, die Behauptung einzusehen, sodass sein Unverständnis nur auf der unklaren Darstellung beruht.

#### 32. Widerlegung durch Rekursion
Die Behauptung des Gegners wird zurückgewiesen und für unplausibel erklärt, indem auf ihre Verwandtschaft zu einer bereits zurückgewiesenen Behauptung verwiesen wird.

#### 33. Anwendbarkeit leugnen
Nach der Maxime „Das mag in der Theorie richtig sein, in der Praxis ist es jedoch falsch“ werden die Gründe einer Behauptung anerkannt, ihre Folgen jedoch unter Verweis auf nicht spezifizierbare Zusatzbedingungen der Praxis zurückgewiesen.

#### 34. Einkreisen
Ausweichendes Verhalten des Gegners wird durch Nachfragen und Bitten um Behauptungen zu verwandten Punkten beantwortet. So wird klargestellt, wo der Gegner Probleme mit seinen eigenen Argumenten hat.

### Kunstgriffe 35–38
Die Kunstgriffe 35–38 dienen unmittelbar der Beendigung eines Disputs.

#### 35.Argumentum ab utili
An Stelle von sachlichen Gründen wird an die Motive und Interessen des Gegners und der Zuhörer appelliert. Es muss plausibel gemacht werden, dass das, was der Gegner behauptet, seinen eigenen Interessen widerspräche, um ihn dazu zu bringen, diese zu widerrufen.

#### 36. Simuliertes Argument
Wenn der Gegner es gewohnt ist, nicht alles sofort zu verstehen, wird er mit einem simulierten Argument aus sinnlosen, aber kompliziert klingenden Phrasen überrollt. Schopenhauer nennt dazu Goethes Maxime: „Gewöhnlich glaubt der Mensch, wenn er nur Worte hört, es müsse sich dabei doch auch was denken lassen.“ Fürchtet der Gegner, unverständig zu erscheinen, so widerspricht er nicht und der Disput ist gewonnen.

#### 37. Behauptung mit dem Beweis widerlegen
Wenn der Gegner in der Sache recht hat, aber einen schlechten Beweis wählt, dann widerlegt man den Beweis und gibt dies als Widerlegung der Sache aus. Es wird ein Argumentum ad hominem zu einem Argumentum ad rem erklärt.
Schopenhauer rät, diesen Kunstgriff möglichst früh anzuwenden, denn falls der Gegner für seine Behauptung keinen besseren Beweis liefern kann, gilt diese als widerlegt.

#### 38.Ad personam
Das Argumentum ad personam ist ein Ausweg, wenn der Gegner zu gewinnen scheint. Es wird vom Gegenstand des Streits abgewichen und die Person des Gegners verbal angegriffen. Im Unterschied zu einem Argumentum ad hominem, bei dem statt des Gegenstands der Behauptungen die Behauptungen über den Gegenstand argumentativ behandelt werden, wird hier der Gegner selbst beleidigt, um ihn zum Nachgeben zu zwingen. Schopenhauer warnt jedoch: „Das Problem ist hier allerdings, welche Maßnahmen dem Gegner hier zur Verfügung stehen. Denn will dieser mit gleicher Münze zurückzahlen, wird schnell eine Prügelei, ein Duell oder ein Beleidigungsprozess daraus.“
Gegenmaßnahmen: Schopenhauer rät dazu, ruhig zu bleiben und auf Sachargumenten zu bestehen. Dennoch gesteht er ein, dass es nicht ausreicht, selbst höflich zu bleiben, da selbst eine Widerlegung ad rem oft als Kränkung der Eitelkeit verstanden wird und so ein ad personam des Gegners nach sich zieht. Einzige Gegenmaßnahme ist, sich unberührt zu zeigen und klarzustellen, dass die Beleidigung nicht Thema des Streites ist.

„Die einzig sichere Gegenregel ist daher die, welche schon Aristoteles im letzten Kapitel der Topica gibt: Nicht mit dem Ersten dem Besten zu disputieren; sondern allein mit solchen, die man kennt und von denen man weiß, dass sie Verstand genug besitzen, nicht gar zu Absurdes vorzubringen und dadurch beschämt werden zu müssen; und um mit Gründen zu disputieren und nicht mit Machtsprüchen, und um auf Gründe zu hören und darauf einzugehen, und endlich, dass sie die Wahrheit schätzen, gute Gründe gern hören, auch aus dem Munde des Gegners, und Billigkeit genug haben, um es ertragen zu können, Unrecht zu behalten, wenn die Wahrheit auf der anderen Seite liegt. Daraus folgt, dass unter Hundert kaum Einer ist, der es wert ist, dass man mit ihm disputiert.“

## Textausgaben
- Arthur Schopenhauer (Autor), Julius Frauenstädt (Hrsg.): Aus Arthur Schopenhauer’s handschriftlichem Nachlaß. Abhandlungen, Anmerkungen, Aphorisimen und Fragmente. Leipzig 1864 (Google-Buchseitenvorschau).
- Gerd Haffmans: Eristische Dialektik oder Die Kunst Recht zu behalten. 1830/31 [Um einige Anmerkungen gekürzte und auf einen leicht lesbaren Text geglättete Ausgabe der Edition von Arthur Hübscher (1966–1975)]; Haffmans Verlag, Zürich 1983, ISBN 3-251-00016-0.
- Franco Volpi (Hrsg.): Arthur Schopenhauer – Die Kunst, Recht zu behalten: In achtunddreißig Kunstgriffen dargestellt. Insel, Frankfurt a. M. und Leipzig 1995 (Insel Taschenbuch 1658), ISBN 3-458-33358-4, ident zu ISBN 978-3-458-33358-6.